# USS Sacramento (PG-19)
El segundo USS Sacramento (PG-19) fue un cañonero en la Armada de los Estados Unidos.
El Sacramento fue botado el 21 de febrero de 1914 por compañía naviera William Cramp & Songs, de Filadelfia; habiendo sido encargado el 26 de abril de 1914 en el astillero Naval de Filadelfia por orden del comandante Luke McNamee.

## Construcción y diseño
En 1911, esté decidido para ordenar un cañonero nuevo como alternativa más barata a los EE. UU. Navy  Denver-clase cruisers, diseñado a patrulla en el Caribe. El barco nuevo llevaría mucho menos armamento y no ser capaz de llevar tropas, dejando un mucho barco más pequeño. La construcción del barco estuvo autorizada por Acto de Congreso el 4 de marzo de 1911, pero ningún astillero era dispuesto de construir diseño cumpliendo el objetivo fijado de $500 000, por lo que la Navy se vio obligada a reducir el diseño, cortando velocidad y gama, antes de que  pueda ser ordenado.
El diseño final era 226 pies 2 pulgadas (68,9 m) pies  2  (68,94 m) mucho tiempo en general y 210 pies (64.01) mucho tiempo entre perpendiculares, con una viga de 40 pies 10 pulgadas (12,4 m) (12,45 m) y un borrador de 11 pies 6 pulgadas (3,5 m)  pulgadas (3.51 m). El barco era de flush decked diseño y estuvo hecho de acero. El cubicaje era 1,425 toneladas largas (1448 t) normal y 1592 toneladas largas (1618 t) carga llena. Un solo tres-cilindro motor de expansión triple, valorado en 950 indicó horsepower (710), condujo un fuste solo, y estuvo suministrado con dos Babcock & Wilcox carbón-agua despedida-calderas de tubo que alimentan vapor en 215 libras por pulgada cuadrada (1,480 ). Esto dio una velocidad de contrato de 12,5 nudos (23,2 km/h; 14,4 ). 428 t del carbón estuvo llevado, dando una gama de 4000 llas náuticas (7400 km; 4600 mi).
El barco estuvo armado con tres 4-pulgada 50 calibre pistolas, con dos 3-pounder saluting pistolas y dos 1-pounder pistolas. El barco tuvo un complementar de 163 agentes y hombres.
Sacramento (O Núm. de Cañonero 19) estuvo ordenado de Hijos de & Calambre del William en un precio de contrato de $492,500, y estuvo puesto abajo en Filadelfia del calambre shipyard el 30 de abril de 1913. Esté lanzada el 21 de febrero de 1914, y exitosamente le conoció velocidad contraída durante pruebas de mar el 31 de marzo@–1 abril, logrando una velocidad máxima de 13.260 nudos (24,558 km/h; 15,259 mph) y una velocidad mediana de 12,781 nudos (23,670 km/h; 14.708 ) en una velocidad de 4 horas carrera. Esté encargada el 26 de abril de 1914.

## Historia de servicio

### Primera Guerra Mundial
Sacramento  primer deber era en mexicano y aguas de Caribe, y  llegue fuera Vera Cruz el 14 de mayo de 1914. Sacramento Visitó Dominicano, mexicano, nicaragüense, y puertos hondureños repetidamente a 1916, protegiendo intereses de EE.UU. y observando uneasy condiciones políticas locales. Llegando en Nueva Orleans el 17 de marzo de 1917, Sacramento  la tripulación asistió autoridades de Aduana de los EE.UU. en tomar sobre el interned barcos de mercader alemán Breslau, Andromeda, Anna, Louise, y Teresa después de que los EE. UU. entraran en la Primera Guerra Mundial.
Departing Nueva Orleans el 15 de abril, Sacramento procedió a Newport, Rhode Island, para comenzar patrullero y deber de escolta de la costa de Inglaterra Nueva. Rescate la tripulación del barco de motor británico en llamas Sebastian el 8 de mayo y vainly intentó para remolcarle a Newport, recibiendo commendation del gobierno británico para sus esfuerzos. En junio tardío,  participe en refloating el grounded cruiser Olympia.

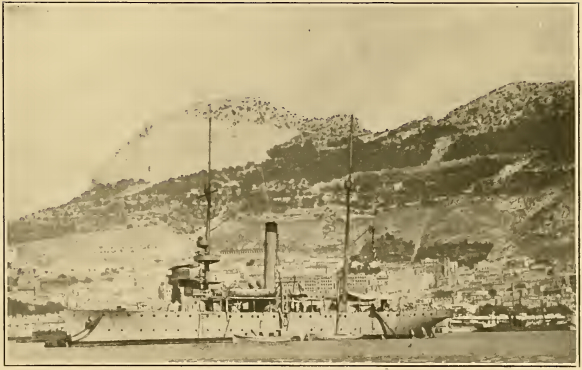
El Sacramento en la base

Asignado a aguas europeas, Sacramento departed Nueva York el 22 de julio en compañía con un convoy mercantil británico atado para Gibraltar, llegando el 6 de agosto. Como unidad de los EE.UU. la fuerza Patrullera basada en Gibraltar,  actúe deber de escolta de convoy continuo a las islas británicas con servicio adicional a lo largo de las costas africanas e italianas Del norte a 1918. Siguiendo el Armisticio, Sacramento estuvo ordenado atrás a los EE.UU. Ella departed Gibraltar el 11 de diciembre de 1918 para Nueva Orleans.

### Periodo de entreguerras
Después de completar reparaciones allí, el cañonero steamed a Nueva York con anterioridad a su asignación próxima con los EE.UU. Fuerzas Navales, Rusia Del norte. Sacramento llegó a Murmansk el 22 de mayo de 1919; y, a través de julio, servido como barco de despacho, distribuido alimentario y ropa, ayuda médica proporcionada, y asistido en la retirada de fuerzas americanas de las áreas limítrofes el Mar Blanco. Posteriormente navegando hacia el sur, Sacramento llamó en noruego, británico, y puertos franceses antes de llegar en Gibraltar el 20 de septiembre para asistir en demobilizing las fuerzas navales allí. Regrese a Hampton Carreteras, el 15 de febrero de 1920 para unir la Fuerza Patrullera Atlántica y Escuadrón de Servicio Especial.
Designado como PG-19 el 17 de julio de 1920, Sacramento  la asignación nueva le tomó atrás a aguas de Caribe donde  gaste el tiempo considerable que navega de Honduras atribulada.

#### Escuadrón asiático
Esté reasignada al Escuadrón asiático en 1922, y departed Charleston, Carolina del Sur, el 12 de junio en ruta para la Philippine Islas. Paso a través del mediterráneo y transiting el Suez Canal, Sacramento llamó en Bombay, Colombo, y Singapur mientras progresando eastward a Manila. Su servicio de Flota asiático estuvo gastado en gran parte en puertos chinos y japoneses pero incluyó una visita a Vladivostok, Rusia de 11 septiembre-24 de noviembre de 1922. Quede encima estación hasta que 21 de diciembre de 1928, cuándo ella departed Cavite para deber de Caribe.
Navegue primero a Isla de Yegua, California, entonces unió el Escuadrón de Servicio Especial y navegó el Caribe, llamando en americano Central y puertos de Indias Del oeste, a 1932. Ella departed Balboa, Zona de Canal, el 11 de enero de 1932 atado para San Diego y San Francisco, preparatorios a cruzar el Pacífico para deber con la Flota asiática. Llegue en Shanghái, China, el 1 de abril de 1932 y quedado en aguas adyacentes durante el gradualmente empeorando crisis, justo corto de guerra, durante el resto del @1930s. Con otras fuerzas de EE.UU.,  ayude para proteger intereses nacionales durante este periodo. Casa ordenada hacia el fin de la década, el cañonero veterano departed Cavite el 12 de enero de 1939 para Nueva York, vía el mediterráneo. Gane el apodo "el Fantasma de Galopar de la Costa de China".
Sacramento Sirvió como entrenar barco para 9.º Distrito Naval Reservistas, en los Lagos Grandes, de 20 de noviembre de 1939 a 1940. Regresando al Boston Navy Patio para refitting, ella posteriormente departed el Norfolk Navy Patio en ruta a su asignación próxima en las Islas hawaiianas.

### Segunda Guerra Mundial
Introduciendo Pearl Puerto el 15 de agosto de 1941,  esté asignada a la Fuerza Costera Naval del 14.º Distrito Naval, con cañonero amigo Niagara y patrulleros de Guardia de Costa de EE.UU. Reliance y Tigre. En el tiempo del ataque japonés el 7 de diciembre de 1941, Sacramento era berthed en el Navy la reparación del patio berth B-6, con destructores Mugford y Jarvis nested junto a su. Sacramento  estaciones de batalla eran manned por 08:00; dos minutos más tarde, sus tripulaciones de pistola abrieron disparar sobre la aeronave japonesa que ataca "Fila de Acorazado" fuera Ford Isla. Sus baterías asistieron en destruir un avión enemigo qué cruzado su lazo 200 yd (182,9 m) yd (180 m) adelante y más tarde ayudado abajo otro cuál pulsaba en casa un ataque encima Nevada. Sus tripulaciones de barca participaron en operaciones de rescate después de la batalla.
Sacramento patrulló La Frontera de Mar hawaiiana fuera de Pearl Puerto hasta que 27 de septiembre de 1942, cuándo  comience servicio como tierno para Unidad de Barca del Torpedo 6, División 2, de MTBRon 1, en Palmyra Isla, sur de Hawái; con deber adicional cuando aire-barco de rescate del mar para la Estación de Aire Naval. Ella departed Palmyra el 25 de noviembre para San Diego y deber con la Frontera de Mar Occidental fuerza patrullera. Allí  entrene tripulaciones de pistola de diciembre de aquel año a Marcha 1945. Basado en San Francisco después, Sacramento operó encima patrulla de tiempo y estación de guardia del avión para el resto de Segunda Guerra Mundial.
Sacramento Era decommissioned el 6 de febrero de 1946 en Suisun Bahía, California, y simultáneamente transferido a la Administración de Navío de la Guerra para eliminación. Esté vendida el 23 de agosto de 1947 para servicio mercantil, inicialmente operando bajo registro italiano cuando Fermina.

## Premios
- Medalla de victoria
- Medalla de Servicio de la China
- Medalla de Servicio de Defensa americana con "FLOTA" clasp
- Asiático-Pacific Medalla de Campaña con dos estrella de batalla
- Medalla de Campaña americana
- Medalla de Victoria de la Segunda Guerra Mundial
- Yangtze Medalla de servicio
- Segunda Medalla de Campaña nicaragüense  27 de agosto de 1926 y 2 de enero de 1933
- Medalla de Campaña dominicana  5 de mayo de 1916 a 4 de diciembre de 1916
- Medalla de Servicio mexicano 21 de abril de 1914 a 23 de abril de 1914
- Medalla de Campaña haitiana  9 de julio de 1915 a 6 de diciembre de 1915